# Joe Higgins
Joe Higgins est un acteur américain né le 12 juillet 1925 à Logansport, Indiana (États-Unis), décédé le 15 juin 1998 à Los Angeles (Californie).

## Filmographie
- 1962 : Geronimo d'Arnold Laven : Kincaide
- 1963 : Flipper : M. L.C. Parett
- 1963 : Arrest and Trial (en) (série TV) : Jake Shakespeare (unknown episodes)
- 1964 : Les Nouvelles Aventures de Flipper le dauphin (Flipper's New Adventure) : L.C. Porett
- 1966 : Namu, l'orque sauvage (Namu, the Killer Whale) : Burt
- 1967 : The Perils of Pauline (en) : Pauline's foster father
- 1969 : The Ballad of Andy Crocker (en) (TV) : M. Bedecker
- 1970 : The George Kirby Show (TV)
- 1975 : The Man from Clover Grove : shérif Dodd
- 1975 : Sixpack Annie (en) : shérif Waters
- 1978 : Record City (en) : Doyle
- 1978 : Le Petit Âne de Bethléem (The Small One) : garde (voix)
- 1979 : Milo-Milo
- 1982 : Shérif, fais-moi peur (The Dukes of Hazzard) (série TV) (saison 4, épisode 24 Miss trois comtés) : Jim Mathers